# Taisei Kaneko
Taisei Kaneko (født 14. august 1998) er en japansk fodboldspiller, som spiller for den japanske fodboldklub YSCC Yokohama.